# Doraemon: Nobita no Little Star Wars 2021
Doraemon: Nobita no Little Star Wars 2021 (jap. ドラえもん: のび太の宇宙小戦争 2021 Doraemon: Nobita no ritoru sutā wōzu 2021) – japoński film anime wyprodukowany w 2022 roku. Stanowi 41. film z serii Doraemon. Remake filmu z 1985 roku, Doraemon: Nobita no Little Star Wars.

## Fabuła
Podczas letnich wakacji z małej rakiety, którą podnosi Nobita, wyłania się kosmita wielkości dłoni imieniem Papi. Jest prezydentem małej planety o nazwie Pirika i przybył na Ziemię, aby uciec przed rebeliantami. Doraemon i jego przyjaciele, początkowo zdziwieni niewielkim rozmiarem Papi, zaprzyjaźniają się z przybyszem. Bohaterów atakuje kosmiczny pancernik w kształcie wieloryba, który przybył na Ziemię, aby schwytać Papi. Czując się odpowiedzialny za wszystkich, Papi próbuje przeciwstawić się buntownikom. W wyniku ataku, Doraemon i jego przyjaciele wyruszają na planetę Pirika, aby chronić swojego nowego przyjaciela i jego dom.

## Emisja
Film zadebiutował w kinach w Japonii 4 marca 2022 roku (po przesunięciu premiery z 5 marca 2021 r. z powodu pandemii COVID-19). W Wietnamie film miał premierę 27 maja 2022 roku. W Chinach - 28 maja 2022 roku. Film został wydany przez Odex w Malezji 16 czerwca 2022 roku, na Tajwanie 15 lipca 2022 roku, w Azerbejdżanie i na Mauritiusie 30 czerwca 2022 roku, w Bahrajnie, Omanie, Kuwejcie, Arabii Saudyjskiej, Zjednoczonych Emiratach Arabskich, Iraku, Katarze, Jordanii i Libanie 7 lipca 2022 roku, w Egipcie 20 lipca 2022 roku, na Cyprze w 21 lipca 2022 roku, a w Afryce Południowej 5 sierpnia 2022 roku. Film ukazał się również w Korei Południowej 3 sierpnia 2022 roku. Premiera w Turcji miała miejsce 5 sierpnia 2022 r. z dubbingiem w języku tureckim. Film został wydany w Tajlandii 10 października 2022 roku.